# Maractis rimicarivora
Maractis rimicarivora är en havsanemonart som beskrevs av Daphne G. Fautin och Barber 1999. Maractis rimicarivora ingår i släktet Maractis och familjen Actinostolidae. Inga underarter finns listade i Catalogue of Life.